# 周思中

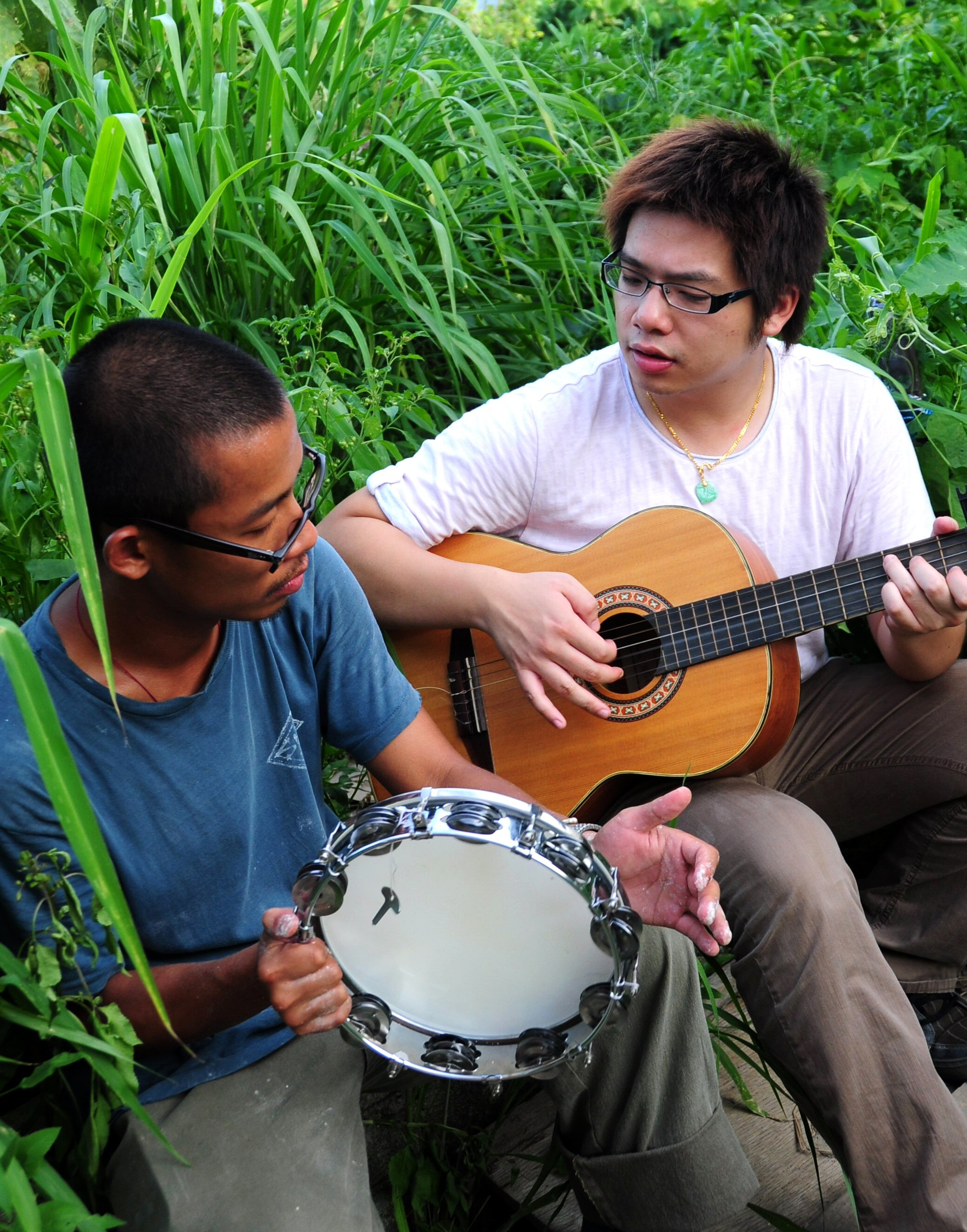
周思中（左）

周思中是一名香港文化人和社会运动者，为香港獨立媒體创办人之一，同时也是本土行動及八十後反特權青年成员之一。中学就读于张祝珊英文中学，2002年毕业于香港中文大學，後攻讀岭南大学文化研究哲學博士，曾於綠色和平及香港獨立媒體工作，亦曾於多間大學任教。
反高鐵運動之後，積極參與菜園村生活館工作。

## 著作
- 《製造香港 : 本土獨立紀錄片初探》（2011，ISBN 9789628271672）
- 《夕陽的光：誰說香港沒有菜園》（2022，ISBN 9789887584308）